# Mizar-Nunatakker
Die Mizar-Nunatakker sind eine kleine Gruppe von Nunatakkern im Transantarktischen Gebirge. Sie liegen nahe dem Polarplateau rund 19 km südlich der Wilhoite-Nunatakker.
Das Advisory Committee on Antarctic Names benannte sie 1965 nach dem Frachtschiff USNS Mizar der United States Navy, das bei der Operation Deep Freeze des Jahres 1961 im Einsatz war.